# Hans Hahn (1914-1982)
Hans Hahn (Gotha, 14 aprile 1914 – Monaco di Baviera, 18 dicembre 1982) è stato un aviatore tedesco che prestò servizio nella Luftwaffe durante la seconda guerra mondiale. Asso dell'aviazione, gli sono accreditate 108 vittorie aeree.

## Biografia

### Inizi di carriera e campagna di Francia
Hans Hahn nacque il 14 aprile 1914 a Gotha, in Turingia. Atleta dalle buone prestazioni fisiche, fu arruolato il 1º aprile 1934 come aspirante ufficiale e divenne sergente il 1º dicembre. Frequentò quindi la scuola di guerra a Monaco di Baviera dal gennaio all'ottobre 1935, e a novembre fu trasferito alla Luftwaffe addestrandosi al volo presso la città di Celle; promosso sottotenente il 1º aprile 1936, Hahn fu selezionato per gareggiare ai Giochi della XI Olimpiade, tenutisi a Berlino quell'estate, nella specialità del pentathlon, ma una malattia non gli permise di partecipare. Terminato l'addestramento di base fu assegnato, il 15 aprile 1937, alla 4ª squadriglia del 134º stormo caccia (4/JG 134) stanziata a Werl, passando poi il 1º novembre alla scuola per piloti di caccia (Jagdfliegerschule) di Werneuchen in qualità di istruttore e quindi, dopo essere stato avanzato a tenente il 1º febbraio 1939, al JG 3.

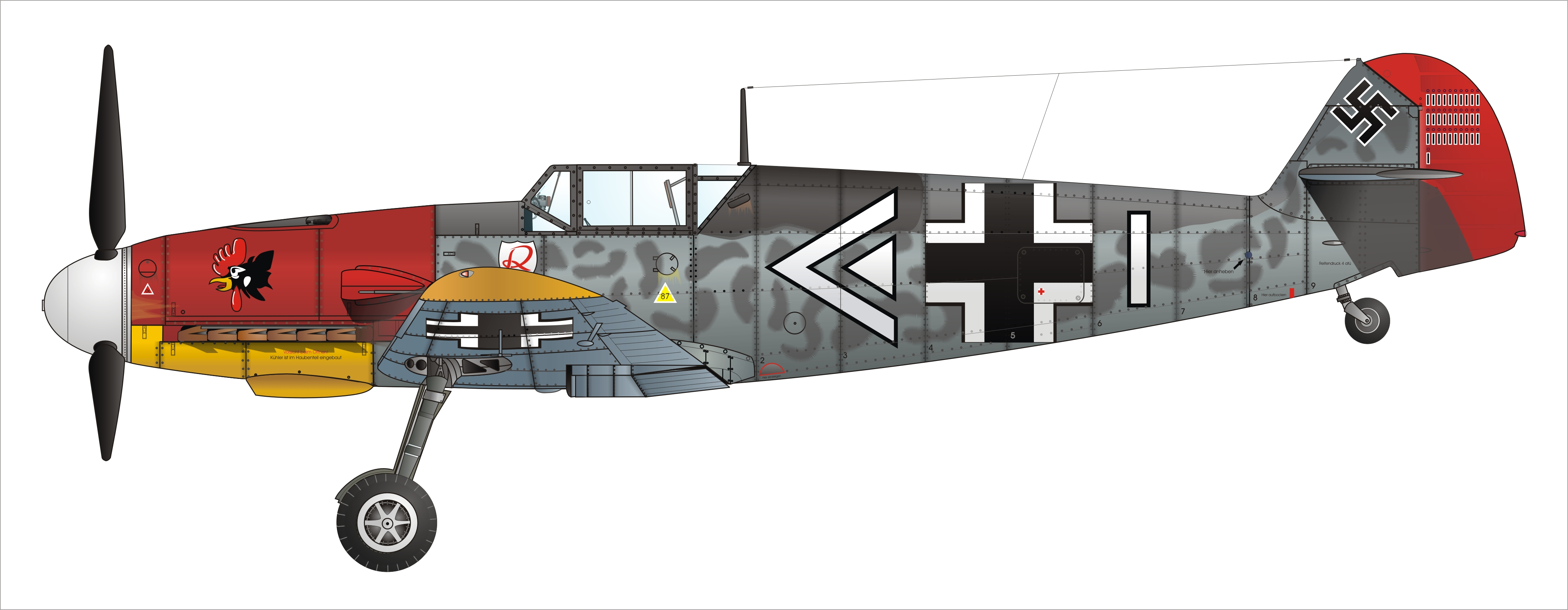
Il Bf 109 F-2 pilotato da Hans Hahn nel 1941, quando era stanziato in Francia

L'11 ottobre 1939, quando era già iniziata la seconda guerra mondiale, Hahn fu nuovamente spostato, questa volta al 2º gruppo del 2º stormo caccia (II/JG 2) basato a Zerbst/Anhalt. Il 15 dicembre arrivò per lui la nomina a Staffelkapitän (caposquadriglia) della 4/JG 2 mentre le sue prime due vittorie, riportate tra l'altro nel primo volo in cui incontrò aerei nemici, la ottenne il 14 maggio 1940 contro altrettanti Hawker Hurricane della RAF; in ogni caso solo una vittoria venne confermata e di conseguenza contata come valida. Quando finì la campagna di Francia con il secondo armistizio di Compiègne Hahn aveva già totalizzato un totale di cinque vittorie.

### Contro la RAF e la VVS

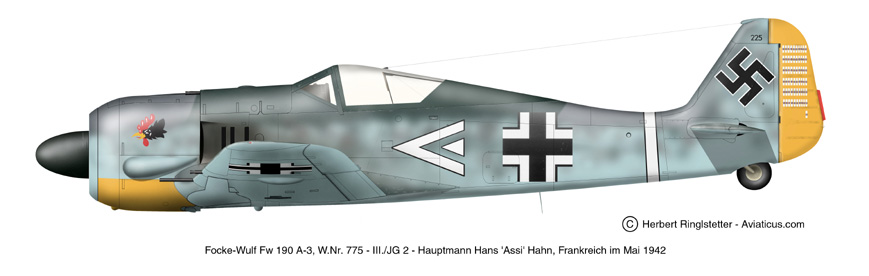
Il Focke-Wulf Fw 190 A-3 di Hahn del maggio 1942, quando era a capo del III/JG 2

Il talento di Hans Hahn emerse in pieno durante la battaglia d'Inghilterra, dove una costante progressione lo portò a toccare le vittorie numero 10 (31 agosto 1940 con l'abbattimento di tre Spitfire) e 20 (20 settembre 1940, con tanto di Croce di Cavaliere) che gli valsero la promozione a capitano e il comando del III/JG 2. Le fronde di quercia da aggiungere alla Croce di Cavaliere gli vennero concesse il 14 agosto 1941 in seguito alla 41ª vittoria. Hahn diede prova di sé registrando il 50º successo personale il 13 ottobre 1941, il 60º il 4 maggio 1942 e il 66º (ultimo del fronte occidentale) il 16 settembre 1942 ancora contro uno Spitfire della RAF. Nel frattempo, il 16 luglio, fu onorato con la Croce Tedesca in oro.
Il 1º novembre 1942 fu ordinato all'asso dell'aviazione tedesco di cambiare zona d'operazioni e di trasferirsi al vertice del II/JG 54, dislocato al fronte orientale. Qui, in tre mesi, conseguì 42 vittorie distinguendosi particolarmente il 30 dicembre 1942, quando abbatté cinque aerei della Sovetskie Voenno-vozdušnye sily (VVS, l'aviazione militare sovietica). Il 1º gennaio 1943 fu innalzato a maggiore e superò se stesso il 14 dello stesso mese quando fece precipitare sette caccia Lavochkin La-5, arrivando quindi in totale a 86 vittorie, numero aumentato a 100 il 27 gennaio.

### La cattura
Passato alla guida del III/JG 54, Hahn incontrò alcuni caccia sovietici nei cieli di Staraja Russa. Nel combattimento che ne seguì riuscì ad abbattere un La-5 segnando la 108ª e ultima vittoria, infatti la sua ala sinistra rimase seriamente danneggiata nello scontro e Hahn dovette disimpegnarsi con difficoltà dagli altri caccia, riuscendo comunque a fare rotta verso la base di partenza, che comunque non riuscì a raggiungere perché il motore del suo Bf-109 G-2 si surriscaldò costringendolo ad un atterraggio in territorio nemico.
Fonti sovietiche sostennero che Hahn fu abbattuto dall'asso Pavel Grazhdanikov del 169 IAP (a sua volta caduto in azione il 5 aprile 1943); in ogni caso, una volta a terra, fu catturato e imprigionato fino al 1950, quando poté ritornare in Germania. In Patria trovò lavoro come dipendente dell'industria farmaceutica Bayer, ricoprendo un ruolo nelle vendite con il Regno Unito e la Francia; successivamente fu anche direttore della Wano Schwarzpulver, fabbricante polvere da sparo e situata vicino Goslar. Ritiratosi a vita privata nel 1977, passò gli ultimi anni della sua vita, terminata a Monaco di Baviera a causa di un tumore il 18 dicembre 1982, con la famiglia nella Francia meridionale.
In totale Hans Hahn abbatté 108 aerei in 560 missioni. 66 aerei caddero al fronte occidentale, e di questi 53 furono Spitfire, mentre delle 42 vittorie segnate al fronte orientale almeno 7 erano Ilyushin Il-2 Šturmovik.